# Pedro Ronald Maranhão Braga Borges
Pedro Ronald Maranhão Braga Borges (Pedreiras, 25 de outubro de 1956) é um economista e político brasileiro.
Foi ministro interino da Secretaria de Administração Federal no governo Fernando Collor de Mello, de 10 de maio de 1991 a 3 de junho de 1991.
Foi secretário da Casa Civil do Estado do Maranhão no Governo José Reinaldo Tavares. 